# Con Colleano
Cornelius Sullivan, más conocido como Con Colleano y, artísticamente como, «el mago del hilo de plata» (Lismore, Nueva Gales del Sur, 26 de diciembre de 1899-Miami, 13 de noviembre de 1973), fue un funámbulo australiano, especializado en alambre tenso bajo. Está considerado como uno de los mejores de la historia y el primero en lograr el salto mortal hacia delante de pie a pie en 1919.

## Trayectoria
Era hijo de Cornelius Sullivan, de origen irlandés, y de Julia Vittorine Robinson, que tenía parte de aborigen australiana. Era el tercero de diez hermanos, con los que en 1910 formó una compañía llamada Collinos, que trabajaba con circos ambulantes. En 1918 empezaron a viajar como una compañía independiente en su propio tren, bajo el nombre The Royal Hawaiian Troupe. En 1919, logró realizar el salto mortal hacia delante de pie a pie, convirtiéndose en la primera persona en hacerlo. Trabajó para el principal negocio de vodevil de Australia, el circuito Tivoli, en 1922 y luego en 1937.
Pasó un tiempo en España y México, donde aprendió los movimientos de la tauromaquia, así como de las danzas locales. Solía actuar vestido de torero, personaje que le caracterizó durante toda su carrera y con el que ocultó su origen indígena. Sobre el cable realizaba diversos bailes: tango, jota, pasodoble, así como saltos mortales, con un estilo y elegancia que le llevaron a lo más alto de la fama en su terreno. Con el tiempo, aquejado de una mala visión, pintaba una raya blanca en el suelo para seguir mejor el alambre.
Tras actuar en el Teatro Hippodrome de Nueva York, en 1924 fue contratado por el Ringling Brothers and Barnum & Bailey Circus, del que fue estrella principal entre hasta 1940. También trabajó en diversos circos y salas de espectáculos de todo el mundo. En 1950 se convirtió en ciudadano estadounidense junto a su esposa Winnie, que era artista de vodevil. En 1952, apareció en televisión en el Texaco Star Theatre. La pareja regresó a Australia en 1956, dónde compraron un hotel que no prosperó. Regresaron a Estados Unidos, pero no tuvo éxito en la televisión y se mudaron a Honolulu en 1960. Falleció por un infarto cardíaco en Miami en 1973.
Era tío del actor Bonar Colleano y tío abuelo del actor Jack Stehlin.
El escritor y académico Mark St Leon, donó una colección de vídeos sobre Colleano y su familia a The National Film and Sound Archive of Australia (NFSA), para preservar el legado de Colleano como parte del patrimonio australiano.

## Premios y reconocimientos
En 1966 fue admitido en el International Circus Hall of Fame, galardón que desde 1958 reconoce a los más importantes artistas de circo, músicos, promotores, periodistas y dueños de espectáculos circenses del mundo. Los nominados son analizados y escogidos por un jurado, el ganador se anuncia y celebra durante la semana del circo, en el mes de julio en el Peru Circus Winter Quarters, ubicado en Indiana.
En 1992 fue incorporado en el Circus Ring of Fame,reconocimiento que se otorga a las personas que durante su trayectoria han contribuido significativamente al arte y a la cultura circense. La nominación corresponde al público y la selección de los ganadores a un jurado compuesto por artistas, historiadores, académicos y conocedores del circo de diferentes partes del mundo. El premio consiste en una placa de bronce, con forma de rueda de carreta, que se exhibe en el St. Armands Circle Park, ubicado en Sarasota, Florida.
En 2023, como parte de la Semana NAIDOC que reconoce la herencia aborigen australiana, el grupo SeedArts presentó en la ciudad natal de Colleano el espectáculo The Xrossing, en homenaje a esta leyenda de la cuerda floja.